# Karl August Noback
Karl August Noback (* 18. Juni 1810 in Kölleda; † 1. Februar 1870 in Prag) war ein deutscher handelswissenschaftlicher Schriftsteller, Lehrer und Kaufmann.

## Leben
Karl August Noback war der älteste Sohn von Johann Christian Noback. In der Lehranstalt seines Vaters herangebildet, unterstützte er denselben später im Lehramt, ging 1835 als Lehrer an die Handelsschule nach Leipzig, begründete 1843 mit seinem Bruder Friedrich Eduard eine Handelslehranstalt in Berlin, lebte nach deren Aufhebung 1849 in Hamburg und folgte 1851 einem Rufe als Sekretär der Handels- und Gewerbekammer nach Budweis, in welcher Stellung er bis 1859 blieb. Seit dieser Zeit lebte er in Prag. Bei den Weltausstellungen in London 1851 und Paris 1855 fungierte er teils als Juror, teils als offizieller Berichterstatter. Er war Mitbegründer des ersten deutschen Freihandelsvereins in Berlin.
Von seinen gemäßigten freihändlerischen Grundsätzen legte er in der Einleitung seiner Übersetzung von Frédéric Bastiats Sophismes économiques von 1847 Zeugnis ab.

## Werke
- Beschreibung des Regierungsbezirks Erfurt (amtliche Arbeit), 1840
- Der Handel in Compagnie, 1842
- Die Leinwandindustrie in Deutschland, 1850
- Gewerbe- und Handelsstatistik des Kreises Budweis, 1853; in Zusammenarbeit mit Friedrich Eduard Noback
- Allgemeine Encyclopädie für Kaufleute, fortgesetzt von Steger, 12. Ausgabe, 1859